# Engracia Cruz-Reyes

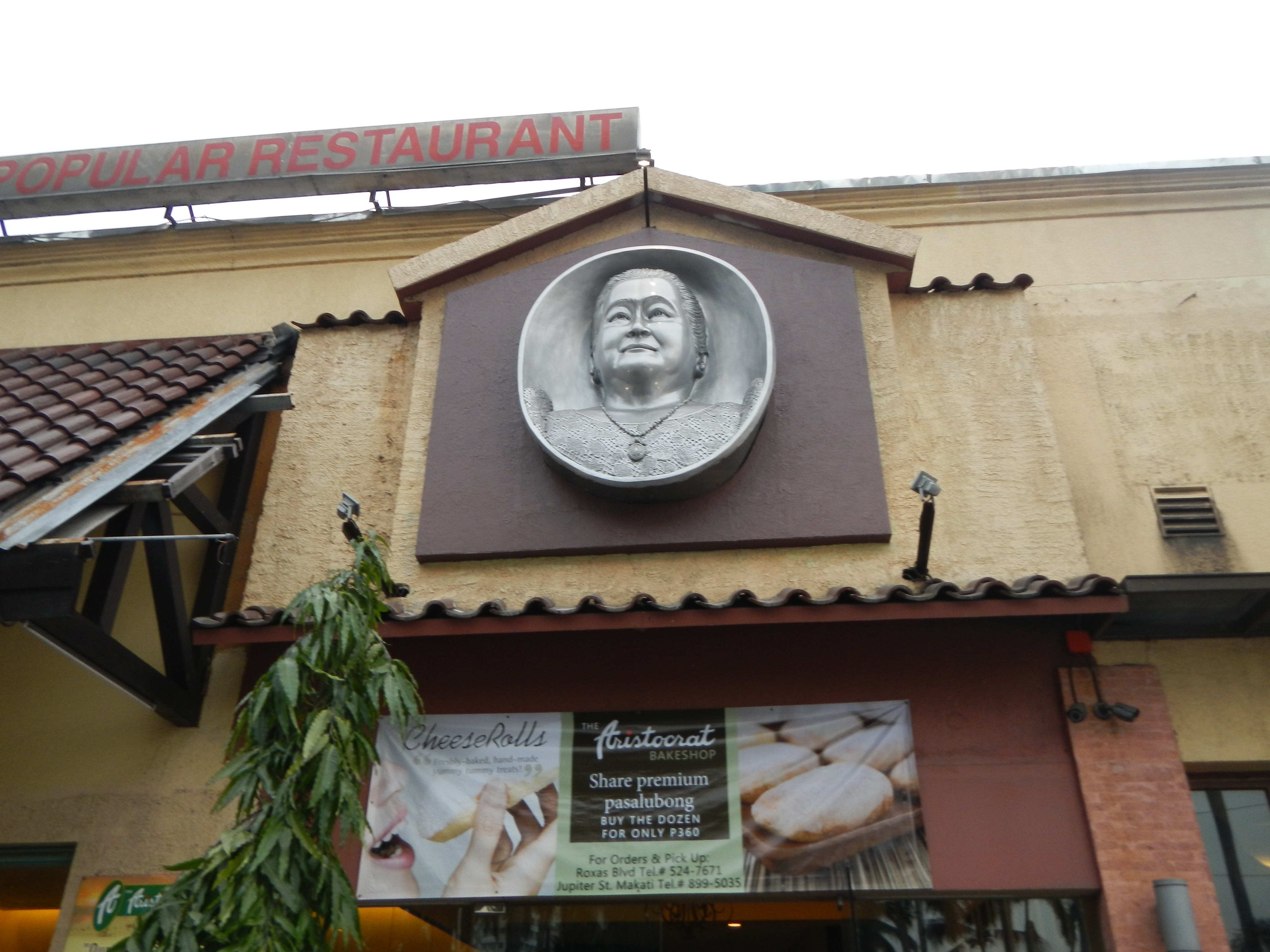
Een beeltenis van Engracia Cruz-Reyes in de façade van de Aristocrat

Engracia Cruz-Reyes (Navotas, 16 april 1892 - 6 juli 1975) was een Filipijnse chef-kok en restauranthouder. Cruz-Reyes wordt beschouwd als een pionier in het Filipijnse restaurantwezen en de Filipijnse keuken.

## Biografie
Engracia Reyes werd geboren op 16 april 1892 in een arme familie in Navotas. Haar moeder was een straatverkoper van sauzen en vruchten. Later begon haar moeder een lokale eetgelegenheid (carinderia). Engracia zelf leerde ook al vroeg koken, omdat ze haar vijf jongere broertjes en zusjes moest onderhouden terwijl haar ouders aan het werk waren. Ze voltooide vier jaar lager onderwijs en trouwde in 1912 met advocaat Alexander Reyes, die later in 1948 zou worden benoemd tot rechter in het Filipijns hooggerechtshof. 
Om het inkomen van haar echtgenoot wat aan te vullen begon Cruz-Reyes in 1928 in navolging van moeder een carinderia op de begane grond van hun huis in Ermita genaamd Lapu-Lapu. In de eetgelegenheid, vernoemd naar Lapu-Lapu, het stamhoofd die Ferdinand Magellaan in 1521 ombracht, werden voornamelijk Filipijnse gerechten geserveerd. In de jaren 30 verkocht ze haar adobo-broodjes in Luneta Park. Haar reputatie als kok groeide in die periode door de vele diners die ze serveerde voor de hooggeplaatste vrienden van haar man, wiens carrière voorspoedig verliep. In 1936 begon ze een rijdende carinderia genaamd de "Aristocrat", vanuit een busje. Twee jaar later vestigde ze de Aristocrat op een vaste locatie aan Dewey Boulevard. Ook dit restaurant serveerde Filipijnse gerechten. De naam was dan ook ironisch bedoeld, omdat Filipijnse gerechten in die periode bij de toenmalige elite niet populair waren.
De Aristocrat werd een begrip in de Filipijnen. Ze werd vele malen gevraagd voor de catering in Malacañang Palace, de residentie van de Filipijnse president. Cruz-Reyes overleed in 1975 op 83-jarige leeftijd. Het restaurant werd voortgezet door haar kinderen en kleinkinderen en bestaat anno 2012 nog steeds. Cruz-Reyes ontving gedurende haar leven diverse onderscheidingen. Zo werd ze door president Ramon Magsaysay tot "Moeder van het jaar" uitgeroepen. Ter gelegenheid van haar honderdste geboortedag werd een speciale postzegel uitgebracht en werd een straat in Ermita naar haar vernoemd.

## Bron
- Carlos Quirino, Who's who in Philippine history, Tahanan Books, Manilla (1995)